# AIK Fotboll
Den här artikeln handlar om AIK Fotbolls herrlag. För damlaget, se AIK Fotboll Dam.
AIK Fotboll är en svensk fotbollsförening grundad år 1891 i Stockholm som en sektion till idrottsföreningen AIK. Fotbollslaget AIK har spelat i Allsvenskan under 95 säsonger och klubben blev för första gången svenska mästare 1900.
AIK har vunnit 12 SM-guld, 8 Svenska cupen-guld och spelat flest allsvenska säsonger av alla svenska lag. Klubben har en andraplacering i Fotbollsallsvenskans maratontabell (passerade IFK Göteborg den 5 maj 2025) och en delad fjärdeplats vad avser antal vunna SM-titlar. AIK har vunnit Allsvenskans publikliga 40 gånger, vilket är oöverträffat. 1999 tog AIK sig till gruppspelet i Champions League där laget ställdes mot Barcelona, Arsenal och Fiorentina. AIK är även en av få klubbar och den enda Stockholmsklubben som lyckades vinna Svenska Supercupen innan tävlingen lades ner 2015. AIK blev den andra Stockholmsklubben att ta upp fotboll på sitt program (1896), ett år efter IFK Stockholm.
Lagets hemmaplan var 1912-1936 Stockholms stadion, innan man 1937 flyttade fotbollssektionen till Råsunda fotbollsstadion i nuvarande Solna kommun och klubbens administration och ledning flyttade med. Sedan 2013 spelar AIK på nationalarenan Strawberry Arena (tidigare Friends Arena).

## Historia
Klubben grundades 1891 hemma hos familjen Behrens på Biblioteksgatan 8 i Stockholm den 15 februari och blev därmed den första innerstadsklubben i Stockholm. Det var ett par tonåringar som hade bestämt sig för att bilda en idrottsklubb. Namnet, Allmänna Idrottsklubben, valdes för att man hade kommit överens om att alla upptänkliga idrotter skulle utövas. AIK var som klubb även "allmän" i den meningen att vem som helst kunde bli medlem. Även valet av verksamhet hade betydelse. Klubbens första grenar var gymnastik och friidrott, som på 1890-talet hette just "allmän idrott".

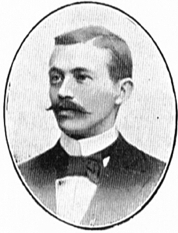
Isidor Behrens (1868–1951), AIK:s grundare och förste ordförande.

1896 togs fotbollen upp på programmet av Sigge Stenberg. Laget spelade på Ladugårdsgärdet på Östermalm. Tre år senare spelade AIK mot lokalrivalen Djurgårdens IF under besvärliga omständigheter; målstolparna bestod av träpålar, som fick grävas ned i marken och ett rep användes som ribba. AIK vann denna historiska match med 2–1. Från 1901 spelade AIK på Idrottsparken, en liten idrottsplats placerad där Stockholms Stadion nu är belägen. 1900–1901 besegrade AIK Örgryte IS i två raka SM-finaler. I den första finalen besegrades Örgrytes förstalag med 1–0 och den andra vanns mot deras andralag genom "walk over". 1908 hade AIK två spelare i det landslag, som slog Norge. 1912 blev det nybyggda Stockholms Stadion AIK:s hemmaarena.

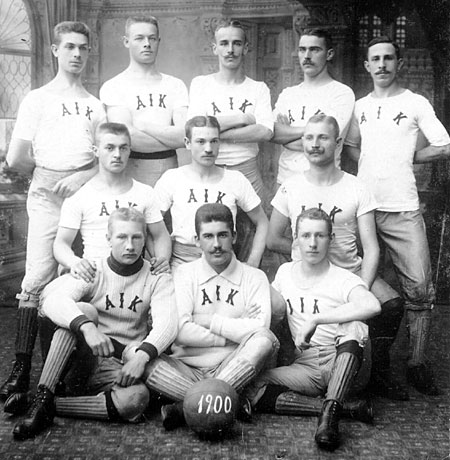
AIK:s första svenska mästare. Bakre raden från vänster: Gunnar Juhlin, Herman Juhlin, Gunnar Franzén, Oscar Norgren och B Bergquist (reserv för Knut Norgren). Mittraden: Hugo Berg, Fritz Carlsson, Gunnar Stenberg. Främre raden: David Jahrl, Edvin Sandborg, Karl G Andersson.

I Svenska serien (föregångaren till Allsvenskan) var AIK mindre framgångsrikt där föreningarna från Göteborg (Örgryte IS, GAIS och IFK Göteborg) var dominerande. AIK spelade dock två finaler, 1923 mot GAIS och 1924 mot Örgryte IS, men förlorade båda.
När Allsvenskan startade 1924/1925 med en match mot Västerås IK fanns AIK med bland förhandsfavoriterna; trots att laget inte hade vunnit Svenska serien hade de vunnit tre SM-guld under 1910-talet (1911, 1914 och 1916). AIK kom dock endast femma i debuten i Allsvenskan och de förlorade även mot samtliga Göteborgslag. Allsvenskan 1928/1929 var laget mycket nära att åka ur – i efterhand har det sagts att hela AIK:s existens var i fara, men eftersom Per Kaufeldt med endast några minuter kvar mot IFK Malmö lyckades avgöra matchen blev AIK kvar i Allsvenskan. Anledningarna till att ekonomin var dålig var bland annat kostsamma spelarköp, som exempelvis det av Axel "Massa" Alfredsson från Helsingborgs IF – vilket var den dittills mest kontroversiella värvningen i svensk fotboll.
I och med det förnyade kontraktet fick dock laget ny luft och säsongen 1931/1932 kom det första allsvenska guldet. Laget förlorade inte på 13 matcher, och hade endast en förlustmatch under guldåret. Publiken fyllde Stockholms Stadion, AIK:s hemmaplan sedan 1912, där AIK under guldsäsongen hade ett publikgenomsnitt på 17728 åskådare. Det var också detta år som målvaktslegendaren Gustav "Gurra" Sjöberg började spela för AIK. Han gjorde allsvensk debut som 19-åring den 31 juli 1932 i en match mot IS Halmia på Örjans vall. Sjöberg spelade i klubben ända till 1950 och hann spela 321 allsvenska matcher, vilket är ett klubbrekord som håller än idag. Under sin karriär vaktade han målet för svenska landslaget vid 21 tillfällen. 1934 blev Per Kaufeldts sista år i AIK, som under sina år i klubben mäktat med hela 122 mål i AIK-tröjan.
Säsongen 1936/1937 innebar en ny period av framgång för AIK som vann Allsvenskan med nio poäng före IK Sleipner. Säsongen blev extra speciell för AIK, som i april detta år lämnade Stockholms Stadion och flyttade till den nybyggda nationalarenan Råsunda Fotbollsstadion. Första matchen på arenan var mot Malmö FF som slutade 4–0 till AIK inför 24 761 åskådare. Detta år fick AIK även sin första skyttekung, Olle Zetterlund som gjorde 23 mål, vilket ingen AIK:are kunde överträffa under 1900-talet.

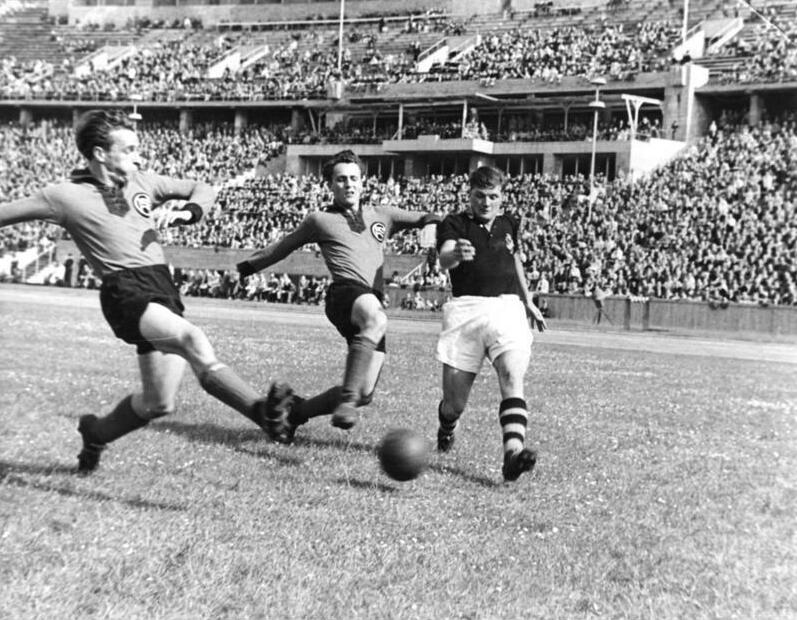
Vänskapsmatch mellan AIK och Berliner SV på Berlins Olympiastadion den 16 juni 1949.

Åren efter andra världskriget bjöd på topplaceringar 1946/1947 (2:a) och 1947/1948 (3:a), men sedan började det gå nedåt sportsligt för klubben – detta trots ett stort publikintresse. Säsongen 1949/1950 nådde klubben till exempel sitt rekordsnitt genom alla tider på 21 768 – det skulle dröja ända till 2000-talet innan AIK fick uppleva ett sådant högt publiksnitt igen.
I juni 1951 hände något som många kallade "det omöjliga" – AIK flyttades ner till division II, den då näst högsta serien i fotboll, för första gången i klubbens historia. I den säsongens sista match mötte AIK på Råsunda Malmö FF, som hade spelat 49 allsvenska matcher i följd utan förlust. AIK bröt MFF:s rekordsvit, som står sig än i dag, genom att vinna med 1-0, men hade behövt ett mål till för att klara kontraktet. Nyförvärvet, från Hammarby IF, Lennart "Nacka" Skoglund, såldes till Inter efter att ha spelat endast fem matcher i AIK. Klubben kom dock tillbaka till Allsvenskan efter en säsong i division II och i mitten av 1950-talet hade AIK fått fram ytterligare ett nytt superlöfte: Kurt Hamrin från Huvudsta, som tillsammans med Leif Skiöld och Ingvar "Tjotta" Olsson bildade en målfarlig och framgångsrik kedjeformation, varför man säsongen 1954-55 kunde ta hem Allsvenskans lilla silvermedalj. Sedan skyttekungen Hamrin 1956 värvats till Italien följde dock några mindre framgångsrika år för AIK.

1962 gjorde AIK ännu ett besök i den näst högsta divisionen men återvände omgående till en etablerad tillvaro i Allsvenskan långt in på 1970-talet. I början av 1970-talet var AIK ständig seriefavorit med framstående spelare som Yngve och Börje Leback samt Rolf Zetterlund. Klubben var som närmast den tippade seriesegern 1971, då man kom tvåa i Allsvenskan. I en match mot Djurgårdens IF 1975 sattes AIK:s näst högsta publikrekord då 40 669 såg derbyt. 1979 åkte AIK ner i andradivisionen igen, vilket innebar att Malmö FF gick förbi AIK i Maratontabellen, men AIK kom tillbaka till Allsvenskan snabbt igen.
AIK under 1980-talet kopplas ofta ihop med Guldbollenvinnaren Sven "Dala" Dahlkvist och de vann också Allsvenskan 1983 – detta gav dock inte SM-guld eftersom ett SM-slutspel spelades för att avgöra de svenska mästarna. Vid denna tidpunkt hade AIK också blivit en förening som levde riskabelt ekonomiskt sett. Inför Allsvenskan 1992 hade de till exempel ett minus på 10 miljoner kronor. En av anledningarna till att ekonomin var bräcklig var bland annat att AIK Hockey skulle försörjas. Sportsligt kom klubben att 1992 ta sitt första SM-guld på 55 år efter en avgörande match i Malmö som AIK vann med 3–2. Guldet var dock endast ett tillfälligt avbrott i IFK Göteborgs dominanta år.
1997 nådde AIK dock ytterligare en höjdpunkt i klubbens historia då laget spelade kvartsfinal i Cupvinnarcupen mot FC Barcelona. AIK tog ledningen i första matchen på bortaplan i Spanien med 1–0 tidigt i matchen, men Barcelona vände och vann med 3–1. Trots att AIK såg ut att åka ut ur turneringen samt att det var minusgrader då returmatchen spelades, blev Råsundastadion fullsatt i returmatchen som slutade 1–1. Året efter, 1998, vann AIK sitt tionde SM-guld. Publiksnittet höjdes också – i hemmaderbyt mot Hammarby IF kom det till exempel 31 000 åskådare, AIK:s högsta publiksiffra sedan 1975 vilket då var rekord för AIK:s del. Snittet landade till slut på 11 112, det högsta sedan tidigt 1970-tal. Detta år gjorde laget bara 25 mål på 26 matcher trots att man vann Allsvenskan.
Efter detta år är det, i allsvenskt perspektiv, klubbens fortsatta publikattraktion som varit mest anmärkningsvärt; varje år från 1998 till och med 2002 vann AIK den allsvenska publikligan och fram till 2003 ökade den. 1999 spelade klubben i UEFA Champions League i en grupp med Arsenal FC, ACF Fiorentina och FC Barcelona och slutade sist. I Allsvenskan kom AIK tvåa 1999, och som högst trea fram till 2004.
2004 blev ett turbulent år för AIK på många sätt, främst för att klubben flyttades ner till Superettan 2005 men också på grund av en mycket sämre ekonomi, till följd av dyra nyförvärv. Mest uppmärksammat under hela säsongen 2004 var matchen mot Hammarby IF då hundratals AIK-fans försökte storma planen när Hammarby gjorde 1–0. Matchen efter fick AIK spela inför tomma läktare, som de förlorade med 3–0 vilket innebar att de åkte ner till Superettan.

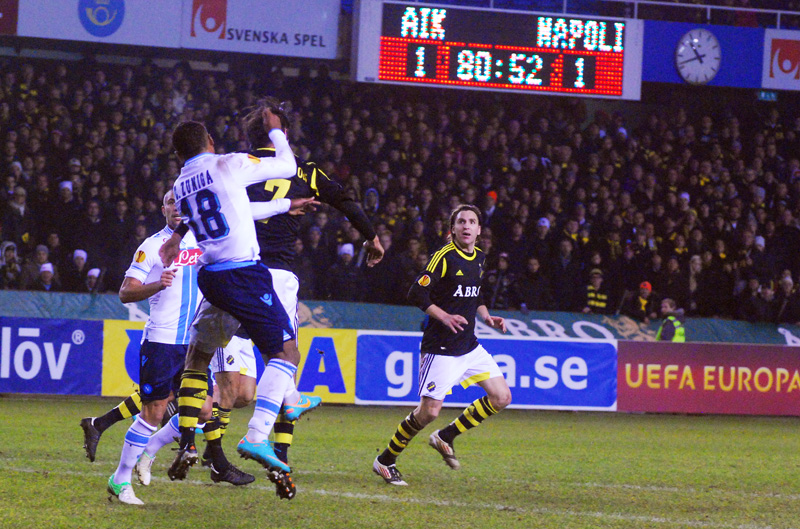
AIK-Napoli, sista matchen på Råsunda.

Superettan 2005 gick de återigen upp till Allsvenskan och vann med nio poäng före Östers IF vilket fortfarande är den största marginal ett lag vunnit Superettan med sedan serien startades. Derek Boateng, som köptes in 2003, var en stor del i att AIK återigen spelade i Allsvenskan. Ett dåvarande publikrekord sattes för Superettan när 23 460 personer såg AIK:s hemmamatch mot GAIS. Publiksnittet blev 11 872, vilket också var rekord för Superettan.
AIK slutade som allsvensk nykomling på andra plats 2006, endast en poäng efter IF Elfsborg. Publiksnittet denna säsong, 21 434 personer, var det högsta snittet för AIK sedan säsongen 1949/1950 – snittet var även det högsta för hela allsvenskan sedan 1977. 2006 fick laget också spela i Royal League för första gången men gick inte vidare till kvartsfinal utan slutade trea i gruppen.
Klubben vann Allsvenskan och Svenska Cupen 2009 samt supercupen 2010.
2010 blev ett tufft år för klubben som riskerade nedflyttning, men det räddades upp till stor del på grund av nyförvärvet Mohammed Bangura. Däremot var resten av 2010-talet relativt lyckat för klubben, då man ständigt tog topplaceringar år efter år och snuddade många gånger på ett SM-guld innan det till slut efter en storsatsande säsong med många nyförvärv kulminerades i ett tolfte SM-guld för klubben 2018. Utöver det blev det Europa League gruppspel 2012. 
2020-talet startade sämre: dels försämrades ekonomin i och med Covid-19-pandemin, dels var klubben nära nedflyttning sommaren 2020. Efter ett tränarbyte och nya meriterade spelarnyförvärv vände trenden vilket kulminerade i att AIK endast var målskillnad ifrån att vinna Allsvenskan 2021.

## AIK Fotboll AB
Klubben drivs sedan 1999 som ett aktiebolag med den ideella föreningen AIK Fotbollsförening som majoritetsägare. AIK Fotboll AB driver seniorfotbollen både på herrsidan och damsidan samt juniorlagen. AIK Fotbollsförening bedriver verksamheten för AIK:s ungdomslag.

### Aktieägare
AIK Fotboll AB börsnoterades på Nordic Growth Market under andra kvartalet 2006. För åren 2007 till och med 2009 har genomsnittligt antal aktier varit 8 399 998 stycken.

### Antal aktieägare
- 28 december 2007 hade aktiebolaget 3 681 aktieägare[34] (Största ägare: AIK Fotbollsförening med 52,8 procent av rösterna. Dödsboet efter finansmannen Adolf H. Lundin kontrollerade 23 procent av aktierna. Bland övriga aktieägare kan nämnas Svenska kyrkan.)
- december 2008 hade aktiebolaget 3 681 aktieägare[35]
- 30 december 2009 hade aktiebolaget 3 699 aktieägare[35] (Största ägare: AIK Fotboll 52,76 procent av rösterna. Företaget Fabege ägde 9,72 procent och ordföranden Per Bystedts bolag Bystedt & Son AB ägde 9,64 procent av rösterna.)

### Styrelser
Föreningens styrelse bestod år 2018 av ordförande Eric Ljunggren och åtta ledamöter. Aktiebolagets styrelse bestod 2018 av ordförande Per Bystedt och sju olika ledamöter.

### Ekonomi
Vid flera tillfällen i AIK:s historia har ekonomin varit dålig – i slutet av 1920-talet var de svarta tröjorna så urtvättade att de såg gråa ut, vilket i sin tur gav AIK smeknamnet "Gnaget". Klubben repade sig dock efter SM-gulden 1931/32 och 1936/37 och rättade till ekonomin. De moderna ekonomiska bekymren startades i slutet av 1980-talet samt i början av 1990-talet – 1992 visade AIK ett minusresultat på 10 miljoner kronor – detta för att man bland annat hade AIK Hockey under armarna. Sportsligt gick det dock bättre, 1992 vann AIK SM-guld för första gången sedan 1937. Efter framgångarna i Allsvenskan 1998 och i Uefa Champions League 1999/2000 bildades AIK Fotboll AB som ett eget bolag, som till lite mer än 50 procent ägdes (och ägs) av AIK. Denna affär blev dock ej så lyckad som man hoppades och visade upp stora minusresultat under den första delen av 2000-talet. Totalt hade klubben i slutet av 2006 skulder på mer än 75 miljoner kronor.
Under 2006 ökade klubben ekonomiskt sett jämfört med 2005 på alla sidor. Dessa sidor har varit matchintäkter, marknadsintäkter, centrala avtal och souvenirer. Även restaurangens omsättning ökade, vilket var tack vare ett starkt fotbollsmässigt sista kvartal vilket höjde publikintresset samt aktiviteter runt Royal League 2006/2007. I omsättningen för 2006 räknas även spelarförsäljningen av Derek Boateng till Beitar Jerusalem med – dock efter avdrag för vidareförsäljningsklausul till Panathinaikos och en andel till Agent 03 AB.
Nyemissionen från den 27 juli 2006 tillförde lite mer än 19 miljoner kronor till AIK Fotboll AB. Pengarna som nyemissionen tillförde användes mest för att reducera de skulder som AIK Fotboll AB har samt förskottsbetala en del licensavgifter till AIK Huvudförening. AIK Fotboll AB:s omsättning 2006 var cirka 94,1 miljoner kronor, vilket är en ökning med cirka 95 procent jämfört med 2005 och närmare 40 procent jämfört med 2004. Under helåret blev resultatet plus 15,4 miljoner kronor. Det egna kapitalet uppgår till 18,2 miljoner kronor.
Det första kvartalet 2007 gick klubben minus 6,5 miljoner kronor, jämfört med minus 4,3 miljoner kronor från samma period 2006. Detta var dock en något mindre förlust än budgeterat, vilket berodde på ökade intäkter, inte minst på grund av ökad souvenirförsäljning (omsättningen ökade med 204 procent jämfört med samma period 2006) och AIK:s deltagande i Royal League 2006/2007. Under det första halvåret 2007 ökade omsättningen inom samtliga kategorier jämfört med samma period 2006 – trots detta så gick koncernen minus 3,8 miljoner kronor samt minus 0,45 kronor per aktie, jämfört med plus 4,5 miljoner kronor respektive plus 0,97 kronor. Detta på grund av större omkostnader i rörelsen samt att klubben avskrivit fler skulder (3,72 miljoner kronor jämfört med 1,221 miljoner kronor samma period 2006).
Årsomsättningen för koncernen AIK Fotboll AB låg åren 2009-2018 mellan 109 och 216 miljoner kronor och resultatet efter skatt varierade mellan 17 miljoner kronor i förlust och 46 miljoner kronor i vinst.

## Souvenirer

### AIK Shop
År 2007 flyttades AIK Shop från den östra läktaren till Råsundastadions västra läktare. Där såldes allt från underkläder med AIK-motiv till kortlekar med AIK-baksidor. Säsongen 2012 var den sista som AIK spelade på Råsundastadion, ny arena blev från och med säsongen 2013 Friends Arena. Till följd av detta så flyttade även AIK Shopen ifrån Råsunda. En ny shop öppnades i oktober 2013 på Dalvägen. Sedan våren 2018 ligger AIK Shop i Friends Arena mellan Entré A och biljettkassan.

#### Övriga butiker
AIK ägde även en tredjedel av Derby Shop som fanns mellan Sergels Torg och Hötorget. De andra delarna ägdes av Djurgårdens IF och Hammarby IF. I Derby Shop fanns det souvenirer från flera av stockholmslagen samt från svenska landslaget.
The Terrace var ett helägt dotterbolag till AIK Fotboll AB åren 2007 till 2010.. The Terrace är en klädbutik som inte innehåller AIK-souvenirer, utan vanliga märkeskläder. AIK Fotboll fick kritik från bland annat ordföranden i Djurgårdens IF:s styrelse för att butiken säljer kläder som är starkt förknippade med huliganism, såsom Stone Island och Stone Island Denim, Duffer of St. George och Pringle Scotland. AIK Fotbolls före detta VD, Charlie Granfelt menade dock att det är mode. Inte bara bland huliganer – utan även hos till exempel golfare, vanliga fotbollssupportrar och män och kvinnor i allmänhet. Förhoppningen var att få in extra pengar till AIK Fotboll och stärka dess ekonomi.. Rörelsen såldes till en anställd 2010

## Spelplatser

### Tidigare spelplatser

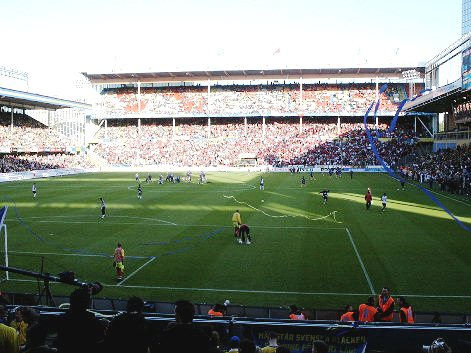
Råsundastadion.

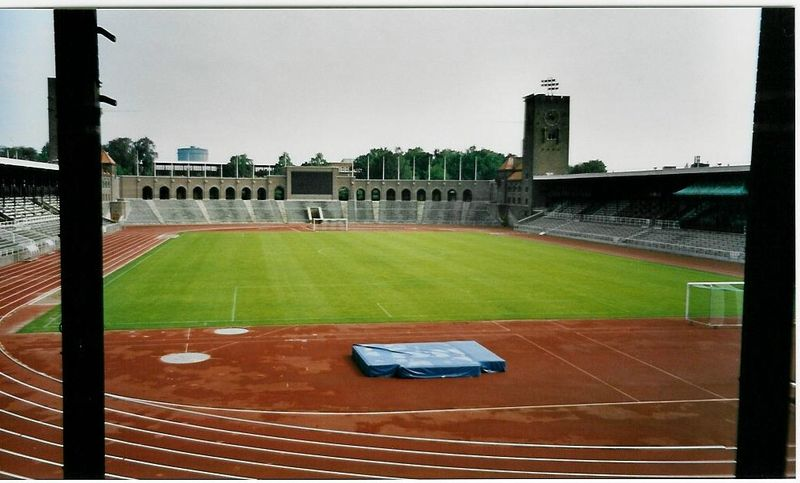
Stockholms Stadion.

AIK har haft sju stycken spelplatser för hemmamatcher genom åren. Man började spela på Gärdet, och senare på Lindarängen. Sedan fick man sin första spelplats 1901, Idrottsparken. Det var en liten idrottsplats som ligger där Stockholms Stadion ligger idag och man spelade där mellan 1901 och 1910. År 1910 till 1912 spelade AIK på Råsunda IP. Efter att Stockholms Stadion hade byggts flyttade AIK dit år 1912 och hade den arenan som hemmaarena fram till år 1937.

### Råsunda

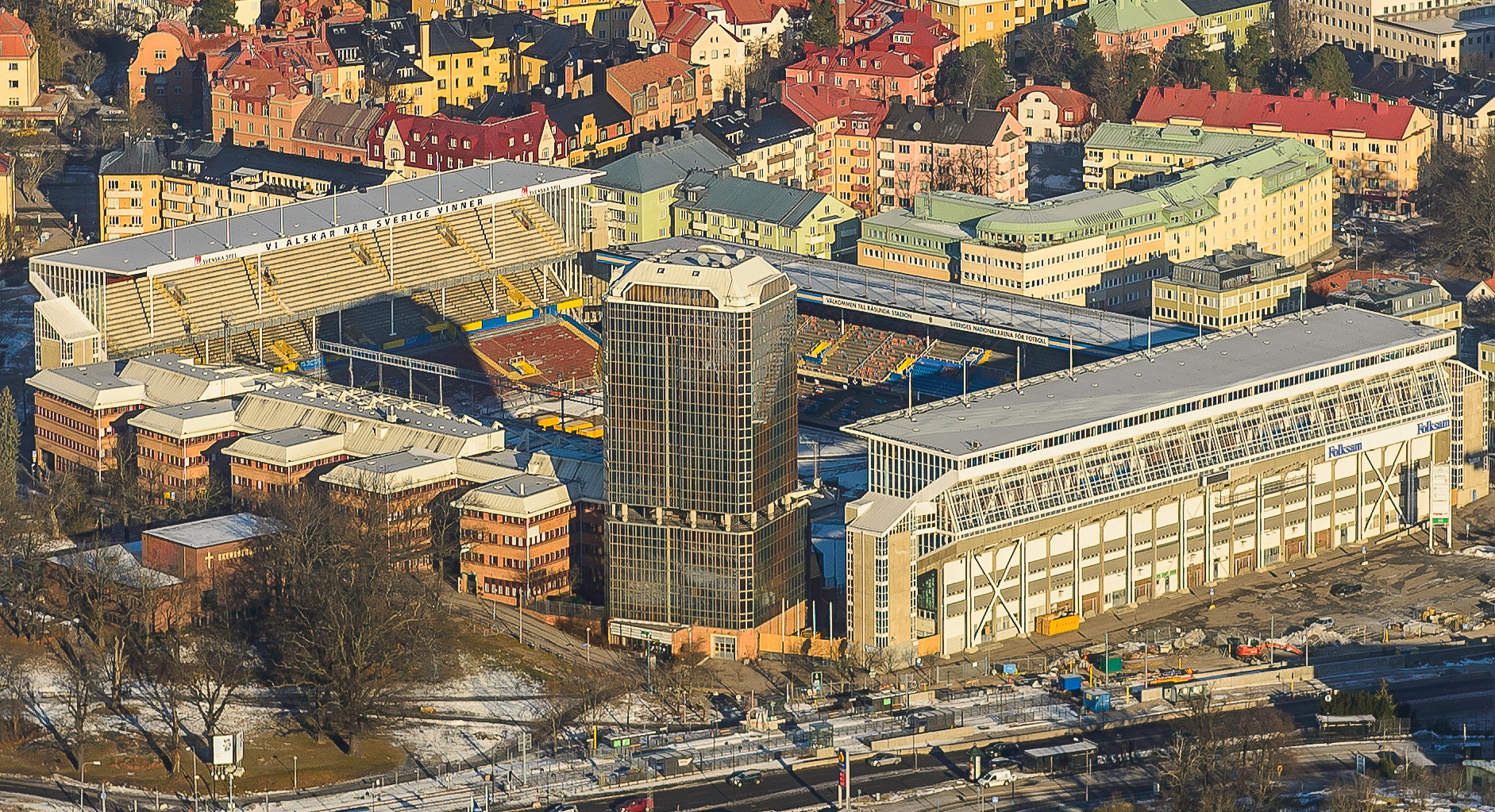
Råsundastadion – Här spelade AIK sina hemmamatcher från 1937–2012.

Eftersom AIK fyllde Stockholms Stadion till bristningsgränsen i nästan varje allsvensk fotbollsmatch uppkom det tankar om en ny arena i Stockholmsområdet. Därför beslöt man sig för att bygga Råsundastadion, där Råsunda IP stod. AIK gick in med 100 000 kronor till byggandet av denna nya stadion i gemensamt bolag med Solna kommun och det allmänna bolaget Råsunda Förstadsaktiebolag som gick in med 700 000 kronor respektive 1 200 000 kronor i bolaget utöver avtalade säkerheter i Svenska fotbollförbundets Råsundaegendomar samt att förbundet och AIK förband sig att lägga alla sina matcher till den nya arenan. Råsunda blev därmed hemmaplan för AIK och det svenska herrlandslaget. Öppningsmatchen för stadion som stod färdigställd år 1937 kunde hållas den 18 april 1937 och var en match mellan AIK och Malmö FF, som slutade 4–0 till hemmalaget.
Djurgårdens IF och Hammarby IF lånade Råsunda vid derbymatcher.
Råsunda hade en publikkapacitet på 36 608 åskådare. Drygt 1 000 av dessa platser såldes inte på AIK:s matcher på grund av säkerhetsskäl samt skymd sikt. AIK kunde som mest få in runt 35 000 åskådare på sina hemmamatcher. Publikrekordet lyder på 52 943, och noterades den 26 september 1965 vid VM-kvalmatchen i fotboll mellan Sverige och Västtyskland.
Den 1 april 2006 tog Svenska Fotbollförbundet beslut att bygga en ny nationalarena för herrfotboll, kallad Swedbank Arena som sedan bytte namn till Friends Arena i Solna. Peab AB och Fabege AB tecknade den 11 december 2009 ett villkorat avtal med Fotbollsförbundet om förvärv av Råsunda Fotbollsstadion och tillhörande kontorslokaler under förutsättning att Friends Arena byggs samt en detaljplan som medger rivning av Råsunda fastställs av Solna kommun. Den sista allsvenska matchen spelades den 4 november 2012 mellan de klubbar som invigde arenan 1937, AIK och Malmö FF. AIK vann med 2–0. Den allra sista matchen alla kategorier gick av stapeln mellan AIK och italienska SSC Napoli den 22 november 2012. Napoli vann med 2–1. Den 25 november var det "öppet hus", där besökarna fick påbörja rivningen genom att plocka med sig souvenirer i form av stolar, gräs etc.

### Strawberry Arena (tidigare Friends Arena)

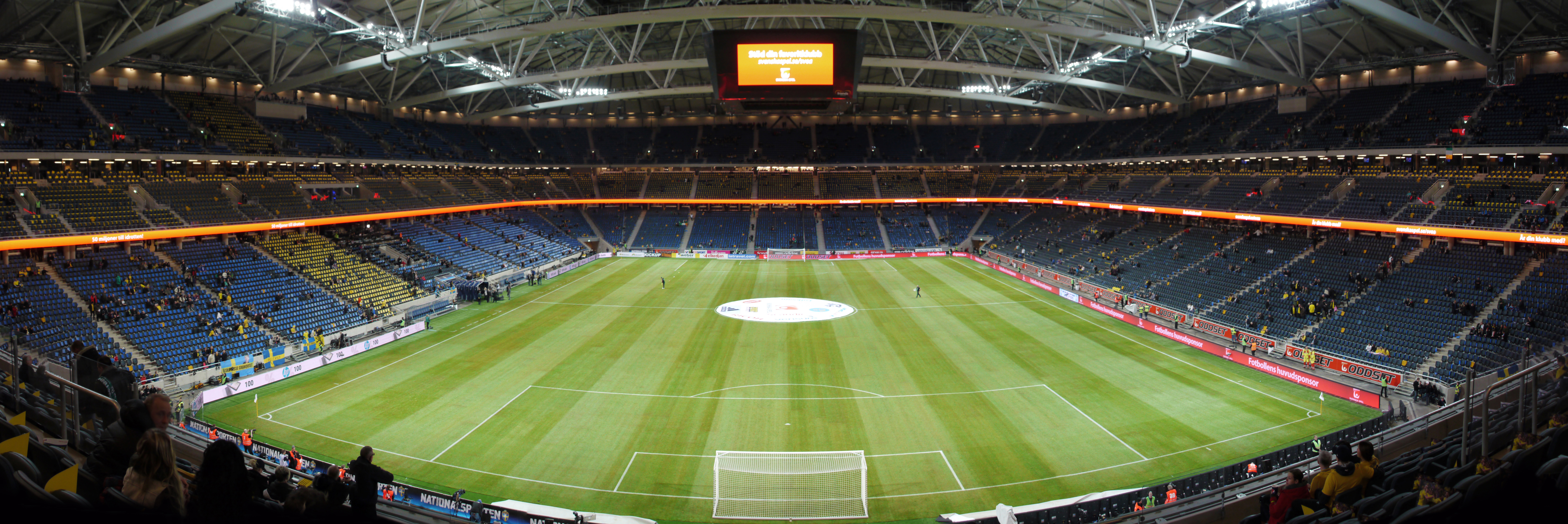
Friends Arena – Här spelar AIK sina hemmamatcher sedan 2013.

AIK spelar sina hemmamatcher på Friends Arena från och med säsongen 2013. Arenan, som har en publikkapacitet vid fotbollsevenemang på 50 000 kostade 2,8 miljarder kronor att bygga. 24 mars 2013 spelade AIK sin första match på arenan. De mötte finska HJK Helsingfors i en träningsmatch som slutade i vinst för AIK, 2–1. Det första målet som gjordes på arenan i en match som AIK deltog i gjordes av Helsingfors anfallare Erfan Zeneli i den 21:a spelminuten. AIK:s första mål på arenan gjordes av Nabil Bahoui i den 26:e minuten.
Den 7 april 2013 spelade AIK sin första tävlingsmatch på arenan, detta i Allsvenskans andra omgång mot Syrianska FC. Matchen slutade 0–0 och klubben satte publikrekord på hemmaplan med 43 463 åskådare. Den 7 mars 2015 spelades det första Stockholmsderbyt mellan AIK och Hammarby IF på arenan, matchen noterade 41 063 åskådare vilket betydde publikrekord i Svenska cupen. Matchen slutade med vinst för Hammarby med 1-2. Den 23 september 2018 tog ett guldjagande AIK emot Hammarby inför 49 034 åskådare och slog därmed det dåvarande rekordet. AIK vann matchen med 1–0. Den 4 november 2018 satte AIK sitt nuvarande publikrekord. 50 128 åskådare såg AIK spela oavgjort mot GIF Sundsvall, 0–0.
AIK spelplatser genom åren:
- Ladugårdsgärdet, okänd kapacitet.
- Lindarängen, okänd kapacitet.
- Idrottsparken (1901–1910), okänd kapacitet.
- Råsunda IP (1910–1912), cirka 2 000.
- Stockholms Stadion (1912–1937), dåvarande kapacitet: cirka 20 000 (nu: 14 417)
- Råsunda Fotbollsstadion (1937–2012), kapacitet: 36 608
- Friends Arena → Strawberry Arena (2013–), kapacitet: 50 000

Träningsmatcher spelas vanligtvis på Skytteholms IP där kapaciteten är runt 3 000 sittande åskådare exklusive provisoriska läktare. På en vanlig fotbollsmatch kan runt 4 500 komma in på Skytteholm. AIK har även ett klubbhus som heter Karlberg.

## Tabellplaceringar

### Allsvenskan
| Allsvensk placering sedan 1986 | Allsvensk placering sedan 1986 | Allsvensk placering sedan 1986 | Allsvensk placering sedan 1986 | Allsvensk placering sedan 1986 | Allsvensk placering sedan 1986 | Allsvensk placering sedan 1986 | Allsvensk placering sedan 1986 | Allsvensk placering sedan 1986 | Allsvensk placering sedan 1986 | Allsvensk placering sedan 1986 | Allsvensk placering sedan 1986 | Allsvensk placering sedan 1986 | Allsvensk placering sedan 1986 | Allsvensk placering sedan 1986 | Allsvensk placering sedan 1986 | Allsvensk placering sedan 1986 | Allsvensk placering sedan 1986 | Allsvensk placering sedan 1986 | Allsvensk placering sedan 1986 | Allsvensk placering sedan 1986 | Allsvensk placering sedan 1986 | Allsvensk placering sedan 1986 | Allsvensk placering sedan 1986 | Allsvensk placering sedan 1986 | Allsvensk placering sedan 1986 | Allsvensk placering sedan 1986 | Allsvensk placering sedan 1986 | Allsvensk placering sedan 1986 | Allsvensk placering sedan 1986 | Allsvensk placering sedan 1986 | Allsvensk placering sedan 1986 | Allsvensk placering sedan 1986 | Allsvensk placering sedan 1986 | Allsvensk placering sedan 1986 | Allsvensk placering sedan 1986 | Allsvensk placering sedan 1986 | Allsvensk placering sedan 1986 | Allsvensk placering sedan 1986 | Allsvensk placering sedan 1986 |
| Plats                          | 19 86                          | 19 87                          | 19 88                          | 19 89                          | 19 90                          | 19 91                          | 19 92                          | 19 93                          | 19 94                          | 19 95                          | 19 96                          | 19 97                          | 19 98                          | 19 99                          | 20 00                          | 20 01                          | 20 02                          | 20 03                          | 20 04                          | 20 05                          | 20 06                          | 20 07                          | 20 08                          | 20 09                          | 20 10                          | 20 11                          | 20 12                          | 20 13                          | 20 14                          | 20 15                          | 20 16                          | 20 17                          | 20 18                          | 20 19                          | 20                             | 20 21                          | 20 22                          | 20 23                          | 20 24                          |
| ------------------------------ | ------------------------------ | ------------------------------ | ------------------------------ | ------------------------------ | ------------------------------ | ------------------------------ | ------------------------------ | ------------------------------ | ------------------------------ | ------------------------------ | ------------------------------ | ------------------------------ | ------------------------------ | ------------------------------ | ------------------------------ | ------------------------------ | ------------------------------ | ------------------------------ | ------------------------------ | ------------------------------ | ------------------------------ | ------------------------------ | ------------------------------ | ------------------------------ | ------------------------------ | ------------------------------ | ------------------------------ | ------------------------------ | ------------------------------ | ------------------------------ | ------------------------------ | ------------------------------ | ------------------------------ | ------------------------------ | ------------------------------ | ------------------------------ | ------------------------------ | ------------------------------ | ------------------------------ |
| 1                              |                                |                                |                                |                                |                                |                                |                                |                                |                                |                                |                                |                                | AIK                            |                                |                                |                                |                                |                                |                                |                                |                                |                                |                                | AIK                            |                                |                                |                                |                                |                                |                                |                                |                                | AIK                            |                                |                                |                                |                                |                                |                                |
| 2                              |                                |                                |                                |                                |                                |                                |                                |                                |                                |                                |                                |                                |                                | AIK                            |                                |                                |                                |                                |                                |                                | AIK                            |                                |                                |                                |                                | AIK                            |                                | AIK                            |                                |                                | AIK                            | AIK                            |                                |                                |                                | AIK                            |                                |                                |                                |
| 3                              | AIK                            |                                |                                |                                |                                |                                |                                | AIK                            |                                |                                |                                |                                |                                |                                | AIK                            | AIK                            |                                |                                |                                |                                |                                |                                |                                |                                |                                |                                |                                |                                | AIK                            | AIK                            |                                |                                |                                |                                |                                |                                |                                |                                | AIK                            |
| 4                              |                                |                                |                                |                                |                                | AIK                            | AIK                            |                                |                                |                                | AIK                            |                                |                                |                                |                                |                                |                                |                                |                                |                                |                                |                                |                                |                                |                                |                                | AIK                            |                                |                                |                                |                                |                                |                                | AIK                            |                                |                                |                                |                                |                                |
| 5                              |                                |                                |                                |                                |                                |                                |                                |                                |                                |                                |                                |                                |                                |                                |                                |                                | AIK                            | AIK                            |                                |                                |                                | AIK                            | AIK                            |                                |                                |                                |                                |                                |                                |                                |                                |                                |                                |                                |                                |                                | AIK                            |                                |                                |
| 6                              |                                |                                |                                |                                |                                |                                |                                |                                | AIK                            |                                |                                |                                |                                |                                |                                |                                |                                |                                |                                |                                |                                |                                |                                |                                |                                |                                |                                |                                |                                |                                |                                |                                |                                |                                |                                |                                |                                |                                |                                |
| 7                              |                                |                                |                                |                                |                                |                                |                                |                                |                                |                                |                                |                                |                                |                                |                                |                                |                                |                                |                                |                                |                                |                                |                                |                                |                                |                                |                                |                                |                                |                                |                                |                                |                                |                                |                                |                                |                                |                                |                                |
| 8                              |                                |                                |                                | AIK                            | AIK                            |                                |                                |                                |                                | AIK                            |                                | AIK                            |                                |                                |                                |                                |                                |                                |                                |                                |                                |                                |                                |                                |                                |                                |                                |                                |                                |                                |                                |                                |                                |                                |                                |                                |                                |                                |                                |
| 9                              |                                | AIK                            |                                |                                |                                |                                |                                |                                |                                |                                |                                |                                |                                |                                |                                |                                |                                |                                |                                |                                |                                |                                |                                |                                |                                |                                |                                |                                |                                |                                |                                |                                |                                |                                | AIK                            |                                |                                |                                |                                |
| 10                             |                                |                                | AIK                            |                                |                                |                                |                                |                                |                                |                                |                                |                                |                                |                                |                                |                                |                                |                                |                                |                                |                                |                                |                                |                                |                                |                                |                                |                                |                                |                                |                                |                                |                                |                                |                                |                                |                                |                                |                                |
| 11                             |                                |                                |                                |                                |                                |                                |                                |                                |                                |                                |                                |                                |                                |                                |                                |                                |                                |                                |                                |                                |                                |                                |                                |                                | AIK                            |                                |                                |                                |                                |                                |                                |                                |                                |                                |                                |                                |                                | AIK                            |                                |
| 12                             |                                |                                |                                |                                |                                |                                |                                |                                |                                |                                |                                |                                |                                |                                |                                |                                |                                |                                |                                |                                |                                |                                |                                |                                |                                |                                |                                |                                |                                |                                |                                |                                |                                |                                |                                |                                |                                |                                |                                |
| 13                             |                                |                                |                                |                                |                                |                                |                                |                                |                                |                                |                                |                                |                                |                                |                                |                                |                                |                                | AIK                            |                                |                                |                                |                                |                                |                                |                                |                                |                                |                                |                                |                                |                                |                                |                                |                                |                                |                                |                                |                                |
| 14                             |                                |                                |                                |                                |                                |                                |                                |                                |                                |                                |                                |                                |                                |                                |                                |                                |                                |                                |                                |                                |                                |                                |                                |                                |                                |                                |                                |                                |                                |                                |                                |                                |                                |                                |                                |                                |                                |                                |                                |
| 15                             |                                |                                |                                |                                |                                |                                |                                |                                |                                |                                |                                |                                |                                |                                |                                |                                |                                |                                |                                |                                |                                |                                |                                |                                |                                |                                |                                |                                |                                |                                |                                |                                |                                |                                |                                |                                |                                |                                |                                |
| 16                             |                                |                                |                                |                                |                                |                                |                                |                                |                                |                                |                                |                                |                                |                                |                                |                                |                                |                                |                                |                                |                                |                                |                                |                                |                                |                                |                                |                                |                                |                                |                                |                                |                                |                                |                                |                                |                                |                                |                                |
| -                              |                                |                                |                                |                                |                                |                                |                                |                                |                                |                                |                                |                                |                                |                                |                                |                                |                                |                                |                                | SE                             |                                |                                |                                |                                |                                |                                |                                |                                |                                |                                |                                |                                |                                |                                |                                |                                |                                |                                |                                |

### Svenska cupen
| Svenska cupen sedan 1986 | Svenska cupen sedan 1986 | Svenska cupen sedan 1986 | Svenska cupen sedan 1986 | Svenska cupen sedan 1986 | Svenska cupen sedan 1986 | Svenska cupen sedan 1986 | Svenska cupen sedan 1986 | Svenska cupen sedan 1986 | Svenska cupen sedan 1986 | Svenska cupen sedan 1986 | Svenska cupen sedan 1986 | Svenska cupen sedan 1986 | Svenska cupen sedan 1986 | Svenska cupen sedan 1986 | Svenska cupen sedan 1986 | Svenska cupen sedan 1986 | Svenska cupen sedan 1986 | Svenska cupen sedan 1986 | Svenska cupen sedan 1986 | Svenska cupen sedan 1986 | Svenska cupen sedan 1986 | Svenska cupen sedan 1986 | Svenska cupen sedan 1986 | Svenska cupen sedan 1986 | Svenska cupen sedan 1986 | Svenska cupen sedan 1986 | Svenska cupen sedan 1986 | Svenska cupen sedan 1986 | Svenska cupen sedan 1986 | Svenska cupen sedan 1986 | Svenska cupen sedan 1986 | Svenska cupen sedan 1986 | Svenska cupen sedan 1986 | Svenska cupen sedan 1986 | Svenska cupen sedan 1986 | Svenska cupen sedan 1986 | Svenska cupen sedan 1986 | Svenska cupen sedan 1986 |       |
| Plats                    | 19 86                    | 19 87                    | 19 88                    | 19 89                    | 19 90                    | 19 91                    | 19 91                    | 19 93                    | 19 94                    | 19 95                    | 19 96                    | 19 97                    | 19 98                    | 19 99                    | 20 00                    | 20 01                    | 20 02                    | 20 03                    | 20 04                    | 20 05                    | 20 06                    | 20 07                    | 20 08                    | 20 09                    | 20 10                    | 20 11                    | 12 13                    | 20 14                    | 20 15                    | 20 16                    | 20 17                    | 20 18                    | 20 19                    | 20                       | 20 21                    | 20 22                    | 20 23                    | 20 24                    | 20 25 |
| ------------------------ | ------------------------ | ------------------------ | ------------------------ | ------------------------ | ------------------------ | ------------------------ | ------------------------ | ------------------------ | ------------------------ | ------------------------ | ------------------------ | ------------------------ | ------------------------ | ------------------------ | ------------------------ | ------------------------ | ------------------------ | ------------------------ | ------------------------ | ------------------------ | ------------------------ | ------------------------ | ------------------------ | ------------------------ | ------------------------ | ------------------------ | ------------------------ | ------------------------ | ------------------------ | ------------------------ | ------------------------ | ------------------------ | ------------------------ | ------------------------ | ------------------------ | ------------------------ | ------------------------ | ------------------------ | ----- |
| Seger                    |                          |                          |                          |                          |                          |                          |                          |                          |                          |                          | AIK                      | AIK                      |                          | AIK                      |                          |                          |                          |                          |                          |                          |                          |                          |                          | AIK                      |                          |                          |                          |                          |                          |                          |                          |                          |                          |                          |                          |                          |                          |                          |       |
| Final                    |                          |                          |                          |                          |                          |                          | AIK                      |                          |                          | AIK                      |                          |                          |                          |                          | AIK                      | AIK                      | AIK                      |                          |                          |                          |                          |                          |                          |                          |                          |                          |                          |                          |                          |                          |                          |                          |                          |                          |                          |                          |                          |                          |       |
| Semi                     | AIK                      |                          | AIK                      |                          |                          |                          |                          |                          |                          |                          |                          |                          |                          |                          |                          |                          |                          |                          |                          |                          |                          |                          |                          |                          |                          |                          |                          |                          |                          |                          |                          | AIK                      | AIK                      |                          |                          |                          |                          | AIK                      |       |
| Kvart                    |                          |                          |                          |                          |                          |                          |                          |                          |                          |                          |                          |                          |                          |                          |                          |                          |                          | AIK                      |                          |                          |                          |                          |                          |                          |                          |                          |                          |                          |                          | AIK                      | AIK                      |                          |                          | AIK                      |                          | AIK                      | AIK                      |                          |       |
| 8-del                    |                          |                          |                          |                          |                          |                          |                          |                          | AIK                      |                          |                          |                          | AIK                      |                          |                          |                          |                          |                          |                          |                          |                          |                          |                          |                          |                          |                          |                          |                          |                          |                          |                          |                          |                          |                          |                          |                          |                          |                          |       |
| 16-del                   |                          |                          |                          |                          |                          | AIK                      |                          | AIK                      |                          |                          |                          |                          |                          |                          |                          |                          |                          |                          |                          | AIK                      | AIK                      | AIK                      | AIK                      |                          | AIK                      | AIK                      |                          |                          |                          |                          |                          |                          |                          |                          |                          |                          |                          |                          |       |
| Sämre                    |                          | AIK                      |                          | AIK                      | AIK                      |                          |                          |                          |                          |                          |                          |                          |                          |                          |                          |                          |                          |                          | AIK                      |                          |                          |                          |                          |                          |                          |                          | AIK                      | AIK                      | AIK                      |                          |                          |                          |                          |                          | AIK                      |                          |                          |                          | AIK   |

## Truppen

### Spelartruppen
(L) – Inlånad spelare
| Nummer      | Land                    | Spelare                   | Födelsedatum      | Kom från          | Moderklubb        |
| Målvakter   | Målvakter               | Målvakter                 | Målvakter         | Målvakter         | Målvakter         |
| ----------- | ----------------------- | ------------------------- | ----------------- | ----------------- | ----------------- |
| 15          | Sverige                 | Kristoffer Nordfeldt      | 23 juni 1989      | Gençlerbirliği    | IF Brommapojkarna |
| 30          | Sverige                 | Kalle Joelsson            | 21 mars 1998      | Helsingborgs IF   | IF Lödde          |
| Försvarare  |                         |                           |                   |                   |                   |
| 2           | Norge                   | Eskil Edh                 | 4 augusti 2002    | Lillestrøm        | Lillestrøm        |
| 3           | Sverige                 | Thomas Isherwood          | 28 januari 1998   | Darmstadt 98      | Fruängens IF      |
| 4           | Sverige                 | Sotirios Papagiannopoulos | 5 september 1990  | FC Köpenhamn      | AIK               |
| 12          | Sverige                 | Charlie Pavey             | 7 juni 2008       | AIK U             | AIK               |
| 14          | Sverige                 | Fredrik Nissen            | 28 mars 2005      | AC Milan          | IF Brommapojkarna |
| 16          | Danmark                 | Benjamin Tiedemann Hansen | 7 februari 1994   | Molde             | Skovby GF         |
| 17          | Danmark                 | Mads Thychosen            | 27 juni 1997      | Midtjylland       | Vinding           |
| 32          | Kroatien                | Filip Benković            | 13 juli 1997      | Udinese Calcio    | Dinamo Zagreb     |
| Mittfältare |                         |                           |                   |                   |                   |
| 5           | Sverige                 | Kazper Karlsson           | 21 mars 2005      | Bologna FC        | BK Häcken         |
| 6           | Norge                   | Martin Ellingsen          | 4 maj 1995        | Molde             | Elverum           |
| 7           | Sverige                 | Anton Salétros            | 12 april 1996     | Caen              | Enskede IK        |
| 8           | Norge                   | Johan Hove                | 7 september 2000  | Groningen         | Sogndal           |
| 10          | Kosovo                  | Bersant Celina            | 9 september 1996  | Dijon             | Strømsgodset      |
| 18          | Sverige                 | Abdihakin Ali             | 22 januari 2002   | Vasalunds IF      | Vasalunds IF      |
| 19          | Bosnien och Hercegovina | Dino Beširović            | 31 januari 1994   | Mezőkövesd        | Lexiões           |
| 21          | Kenya                   | Stanley Wilson            | 21 augusti 2006   | Kariobangi Sharks | Darajani Gogo     |
| 24          | Sverige                 | Andreas Redkin            | 19 januari 2007   | AIK U             | AIK               |
| 28          | Sverige                 | Linus Järeteg             | 20 januari 2007   | AIK U             | Bollstanäs SK     |
| 33          | Ungern                  | Áron Csongvai             | 31 oktober 2000   | Fehérvár FC       | Vasas SC          |
| 36          | Nigeria                 | Zadok Yohanna             | 29 juni 2007      | Allah FC          | Allah FC          |
| 43          | Sverige                 | Victor Andersson          | 22 oktober 2004   | AIK U             | IFK Österåker     |
| 45          | Sverige                 | Taha Ayari                | 10 maj 2005       | AIK U             | Råsunda IS        |
| 46          | Sverige                 | Yannick Geiger            | 23 juni 2007      | AIK U             | Järna SK          |
| Anfallare   |                         |                           |                   |                   |                   |
| 11          | Sverige                 | John Guidetti             | 15 april 1992     | Alavés            | IF Brommapojkarna |
| 20          | Norge                   | Erik Flataker             | 26 december 2004  | Sogndal           | Skavøypoll        |
| 22          | Sverige                 | Adrian Helm               | 27 september 2005 | Ljungskile SK     | Halvorstorps IS   |
| 29          | Sverige                 | Kevin Filling             | 31 december 2008  | AIK U             | IK Franke         |
| 47          | Sverige                 | Alexander Fesshaie        | 29 februari 2004  | AIK U             | Sundbybergs IK    |

### Nyförvärv/förluster 2025
In:
- Andreas Redkin från AIK U
- William Hofvander från Umeå FC
- Kazper Karlsson från Bologna FC
- Charlie Pavey från AIK U
- Kalle Joelsson från Helsingborgs IF
- Jere Uronen från Charlotte FC
- Danilo Al-Saed lån från SC Heerenveen
- Filip Benković från fri transfer
- Johan Hove från FC Groningen
- Áron Csongvai från Fehérvár FC
- Andronikos Kakoullis från AC Omonia
- Zadok Yohanna från Allah FC
- Kevin Filling från AIK U
- Yannick Geiger från AIK U
- Linus Järeteg från AIK U
- Erik Flataker från Sogndal
- Wilmer Olofsson från AZ Alkmaar
- Fredrik Nissen från AC Milan
- Adrian Helm från Ljungskile SK

Ut:
- Alexander Milošević (ej förlängt)
- Axel Björnström (ej förlängt)
- Budimir Janošević (ej förlängt)
- Lamine Fanne Dabo till Luton Town
- Ismael Diawara till IK Sirius
- Onni Valakari tillbaka till Pafos FC
- Ioannis Pittas till CSKA Sofia
- Oscar Uddenäs tillbaka till Excelsior
- Danilo AI-Saed tillbaka till SC Heerenveen
- Elvis van der Laan till FC Groningen

### Utlånade spelare
| Nr | Land    | Pos | Namn                                                         |
| -- | ------- | --- | ------------------------------------------------------------ |
| 39 | Kenya   | A   | Henry Meja (i Eskilstuna till 30 december 2025)              |
| 44 | Sverige | F   | Rasmus Bonde (i Raufoss till 30 december 2025)               |
| 9  | Cypern  | A   | Andronikos Kakoullis (i Aris Limassol till 30 december 2025) |
| 34 | Sverige | F   | Wilmer Olofsson (i Eskilstuna till 30 november 2025)         |
| 37 | Sverige | F   | Ahmad Faqa (i FH till 30 november 2025)                      |

| Nr | Land    | Pos | Namn                                                |
| -- | ------- | --- | --------------------------------------------------- |
| 31 | Liberia | A   | Emmanuel Gono (i Start till 30 december 2025)       |
| 14 | Sverige | A   | Aaron Stoch Rydell (i Gefle till 30 december 2025)  |
| 25 | Sverige | A   | William Hofvander (i Örgryte till 30 december 2025) |
| 22 | Finland | F   | Jere Uronen (i Atromitos till 23 juli 2026)         |

### Klubbdirektör (VD)
- Fredrik Söderberg

### Head of recruitment
- Fredrik Wisur Hansen

### Chefstränare
- Mikkjal Thomassen

### Assisterande tränare
- Morten Kalvenes
- Nils Heingård

### U19-Truppen 2024
| Nr | Land       | Pos | Namn                            |
| -- | ---------- | --- | ------------------------------- |
| -  | Sverige    | MV  | Arvid Snäcke (-06)              |
| -  | Montenegro | MV  | Benjamin Krijestarac (-05)      |
| -  | Sverige    | MV  | Daniel Henareh (-04)            |
| -  | Sverige    | MV  | Leo Ledin (-05)                 |
| -  | Sverige    | F   | Ayo Rupia-Ellis (-05)           |
| -  | Sverige    | F   | Elias Ziani (-04)               |
| -  | Sverige    | F   | Love Flodell (-05)              |
| -  | Sverige    | F   | Marcus Valgma (-05)             |
| -  | Sverige    | F   | Nikola Radojcic (-05)           |
| -  | Sverige    | F   | Viggo Gustavsson (-04)          |
| -  | Sverige    | MF  | Adrian Navarrete Hultberg (-05) |
| -  | Sverige    | MF  | Allen Smajic (-06)              |
| -  | Sverige    | MF  | Amadou-David Sanyang (-04)      |

| Nr | Land    | Pos | Namn                        |
| -- | ------- | --- | --------------------------- |
| -  | Sverige | MF  | Biryan Bilgec (-05)         |
| -  | Sverige | MF  | Carl Melin (-04)            |
| -  | Sverige | MF  | Carl Möllerberg (-04)       |
| -  | Sverige | MF  | Degome Dibaga (-05)         |
| -  | Spanien | MF  | Lamine Dabo (-04)           |
| -  | Sverige | MF  | Rasmus Granath (-04)        |
| -  | Sverige | MF  | Robin Semakala Glader (-05) |
| -  | Sverige | MF  | Roddick Torfason (-07)      |
| -  | Sverige | MF  | Simon Törngren (-05)        |
| -  | Sverige | A   | Kawa Sulaiman (-07)         |
| -  | Sverige | A   | Manaf Rawufu (-05)          |
| -  | Sverige | F   | Neo Lindén (-06)            |

### U17-Truppen 2024
| Nr | Land    | Pos | Namn                         |
| -- | ------- | --- | ---------------------------- |
| -  | Sverige | MV  | Leon Blyberg (-07)           |
| -  | Sverige | F   | Anton Falk (-06)             |
| -  | Sverige | F   | Elias Ekström (-07)          |
| -  | Sverige | F   | Elias Petrini (-06)          |
| -  | Sverige | F   | Erik Dalgaard (-05)          |
| -  | Sverige | F   | Gyslain Ngongo (-05)         |
| -  | Sverige | F   | Leon Ciok Nildén (-06)       |
| -  | Sverige | F   | Luis Carlos Sandoval (-07)   |
| -  | Sverige | F   | Marwin Rathod (-06)          |
| -  | Sverige | F   | Måns Petersson (-06)         |
| -  | Sverige | F   | Neo Lindén (-06)             |
| -  | Sverige | F   | Victor Tjeder (-06)          |
| -  | Sverige | MF  | Ayuub Abdulle (-06)          |
| -  | Sverige | MF  | Braxton Hakeem Sserebe (-06) |
| -  | Sverige | MF  | Charlie Pavey (-08)          |

| Nr | Land     | Pos | Namn                         |
| -- | -------- | --- | ---------------------------- |
| -  | Sverige  | MF  | Elias Hassan Fidow (-07)     |
| -  | Sverige  | MF  | Franz Olsson (-06)           |
| -  | Sverige  | MF  | Gabriel Söder (-06)          |
| -  | Sverige  | MF  | Hans Koffi Roux (-06)        |
| -  | Sverige  | MF  | Okemutie Kameta (-06)        |
| -  | Sverige  | MF  | Will Jarlee (-06)            |
| -  | Sverige  | MF  | Yannick Geiger (-07)         |
| -  | Sverige  | A   | Christoffer Sika (-06)       |
| -  | Sverige  | A   | Diego Abreu Munoz (-07)      |
| -  | Sverige  | A   | Isaac af Sandberg (-06)      |
| -  | Sverige  | A   | Joffrey Ngambaka Nguba (-06) |
| -  | Sverige  | A   | Linus Järeteg (-07)          |
| -  | Kroatien | A   | Luka Petrovic (-08)          |
| -  | Sverige  | A   | Noel Sergel (-06)            |
| -  | Sverige  | A   | Sixten Gustafsson (-07)      |

## Klubbrekord
- Störst publik: 50 128, mot GIF Sundsvall, 4 november 2018.
- Störst publiksnitt: 28 589 åskådare i snitt per match på hemmaplan, säsongen 2024
- Största seger: 9-0, mot IFK Malmö, 2 november 1930.
- Flest spelade matcher av en spelare: 438, Per Karlsson [60]
- Flest mål av en spelare: 122, Per Kaufeldt
- Flest mål av en spelare under en match: 5, Kim Bergstrand, 12 maj 1993

## Reserverade tröjnummer
Den 5 april 2009 skänkte AIK tröja nummer 1 till sina fans. Hammarby och Malmö FF hade sedan flera år tillbaka redan skänkt tröja nummer 12 till sina fans, för att publiken skulle symbolisera den tolfte spelaren. AIK menade att deras supportrar är mycket viktigare än så, därför skänkte de just nummer 1. Man har även inofficiellt pensionerat tröja nummer 27, efter att AIK målvakten Ivan Turina hastigt gick bort i sömnen den 2 maj 2013 (32 år). Turina bar tröja nummer 27 i tre år för AIK och noterade för 65 allsvenska matcher. Man har även kvar Turinas plats i omklädningsrummet där hans matchtröja hänger inför varje hemmamatch. Ingen i AIK Fotboll har burit tröja nummer 27 sedan dess, även om det praktiskt sett är tillåtet.

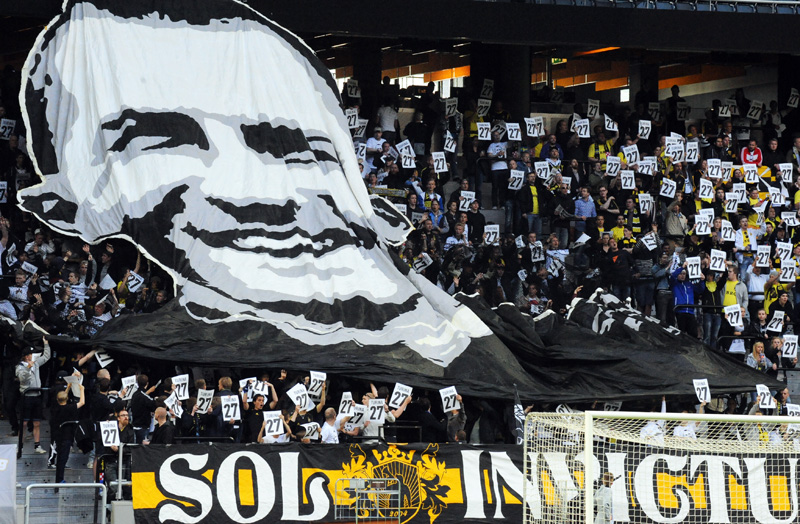
AIK:s fans med ett tifo av Ivan Turina.

## Tränare genom tiderna
- Per Kaufeldt (1951–1956)
- Henry Carlsson (1956–1958)
- Frank Soo (1958)
- Erik "Lillis" Persson (1959)
- Lajos Szendrödi (1960–1961)
- Hilding "Moggli" Gustafsson (1962–1964)
- Henry Carlsson (1965–1966)
- Ingemar Ingevik (1967–1968)
- Torsten Lindberg (1969–1970)
- Jens Lindblom (1971–1974)
- Keith Spurgeon (1975)
- Kurt Liander (1975)
- Lars-Oscar Nilsson (1976)
- Gunnar Nordahl (1977–1978)
- Olavus Olsson (1978)
- Jens Lindblom (1979)
- Bo Petersson (1979–1980)
- Rolf Zetterlund (1981–1986)
- Nisse Andersson (1987)
- Sanny Åslund (1988–1990)
- Tommy Söderberg (1991–1993)
- Hasse Backe (1994–1995)
- Erik Hamrén (1995–1997)
- Stuart Baxter (1998–2000)
- Olle Nordin (2001–2002)
- Peter Larsson (2002)
- Dušan Uhrin (2002)
- Richard Money (2003–2004)
- Patrick Englund (2004)
- Rikard Norling (2005–2008)
- Mikael Stahre (2009–2010)
- Björn Wesström (2010)
- Alex Miller (2010)
- Andreas Alm (2011–2016)
- Rikard Norling (2016–2020)
- Bartosz Grzelak (2020–2022)
- Henok Goitom interim (2022)
- Andreas Brännström (2023)
- Henning Berg (2023–2024)
- Henok Goitom interim (2024)
- Mikkjal Thomassen (2024–)

## AIK Ungdomsfotboll
AIK Ungdomsfotboll ingår som en del i AIK Fotboll (AIK Fotbollsförening och AIK Fotboll AB) och verksamheten leds av sportchef och ledningsgrupp. Sportchefen rapporterar löpande till klubbdirektören för AIK Fotboll samt medverkar på styrelsemöten. AIK har under åren producerat fotbollsspelare av världsklass. Några noterbara namn är Alexander Isak, Robin Quasion och Putte Kock.

### Det första ungdomslaget
AIK började satsa på ungatalanger redan 1914 då AIK kungjorde att man tänkte sätta upp sitt första juniorlag i fotboll. I ett omklädningsrum på Stadion samlades 23 entusiastiska grabbar som hörsammat uppropet. Alla utom en togs ut. Han, som fick beskedet att han var för liten för att platsa i truppen, var den som sedan skulle bli den störste, Putte Kock. Kock, som då var endast 13 år, ombads komma tillbaka när han blivit äldre, vilket var två är sedan. Så började den karriär som gjorde Putte Kock legendarisk i svensk idrott.

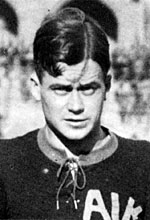
Putte Kock, är den första och en av de största fotbollsspelaren AIK Ungdom fått fram.

Till att börja med begränsades verksamheten till att enbart omfatta juniorer. Men våren 1934 berättade en notis i Stockholms morgontidningar att AIK efter kontinental modell tänkte sätta upp ett pojklag i fotboll. Intresserade grabbar var välkomna att anmäla sig. Skulle det komma tillräckligt många för att räcka till två lag som kunde matchas mot varandra?
400 pojkar stormade in på Gamla Råsunda idrottsplats (samma mark på vilken sedan Råsunda Stadion skulle byggas) den angivna söndagsmorgonen. Detta om något var beviset på att det fanns ett latent intresse för pojkfotboll också i Sverige där det hittills varit ett okänt och oprövat begrepp.
Tore Nilsson, en av AIK:s största ledare genom tiderna, hade förberett sig med stencilerade papper, som inte räckte till, för att få namn och adress och på vilken plats grabbarna helst ville spela i laget. De närmaste veckorna testades alla 400 på Råsundas gräsmatta. Kvar blev spelare till fem lag, som fick bilda en serie: Arsenal, Aston Villa, Austria, Admira och AIK. Alla började på A som i AIK. De flesta grabbarna kom från Solna. Tore Nilsson, Ragnar “Ragge" Blom, “Knutte" Nilsson och “Thodde" Malm blev AIK:s första ungdomsledare. Pojkfotbollen hade fått sitt genombrott.
Tore Nilsson startade inte bara AIK:s pojklagsverksamhet. Han var också mannen bakom AT-cupen, föregångaren till S:t Erikscupen. Tore fick med sig Aftontidningen, där han arbetade som sportjournalist, som medarrangör. Denna cup utvecklades så småningom med stöd av Expressen till en av världens största ungdomsturneringar, S:t Erikscupen.
Först i samband med AT-cupen blev det något egentligt tävlingsspel för ungdomslagen. Men det var fortfarande bara en eller ett par åldersklasser (A och B) ända in på 1960-talet. Så sent som i mitten på 1950-talet hade AIK bara tre pojklag (och inget flicklag skulle spela i AIK förrän i början av 1970-talet). AIK:s första seger i AT-cupen kom 1949 då A-klassens final vanns mot Tranebergs IF med 3–0. I mitten av 1950-talet dominerade AIK stort. 1954, 1955 och 1956 vann AIK de två klasser (A och B) som fanns varje år. Några av de stora lirarna under dessa år var Jim Nildén (som bland annat slog målrekord med 18 mål i en match), Lennart Söderberg och Björn “Lill-Garvis" Carlsson (med pappa Henry som en av AIK:s ungdomstränare).

### Modern tid
AIK:s ungdomsfotboll kom under 1960- och 70-talen i bakvatten. 1982 hade AIK bara tolv pojklag och fyra flicklag (jämfört med 1998 då AIK totalt hade 48 ungdomslag). Men med nya ledare, Håkan Olander, Gun Sjögren, Kjell Sahlström, den nye ungdomskonsulenten Lasse Pettersson och de tidigare allsvenska spelarna Jim Nildén, Leif Karlsson och Bo Sjögren fick AIK:s ungdomsverksamhet ett uppsving på 1980-talet. En intern utbildningsplan som omfattade såväl spelare och ledare utformades. Allt som skulle göras dokumenterades i en verksamhetsplan som sedan utvecklats år från år och som varit vägledande i allt arbete.

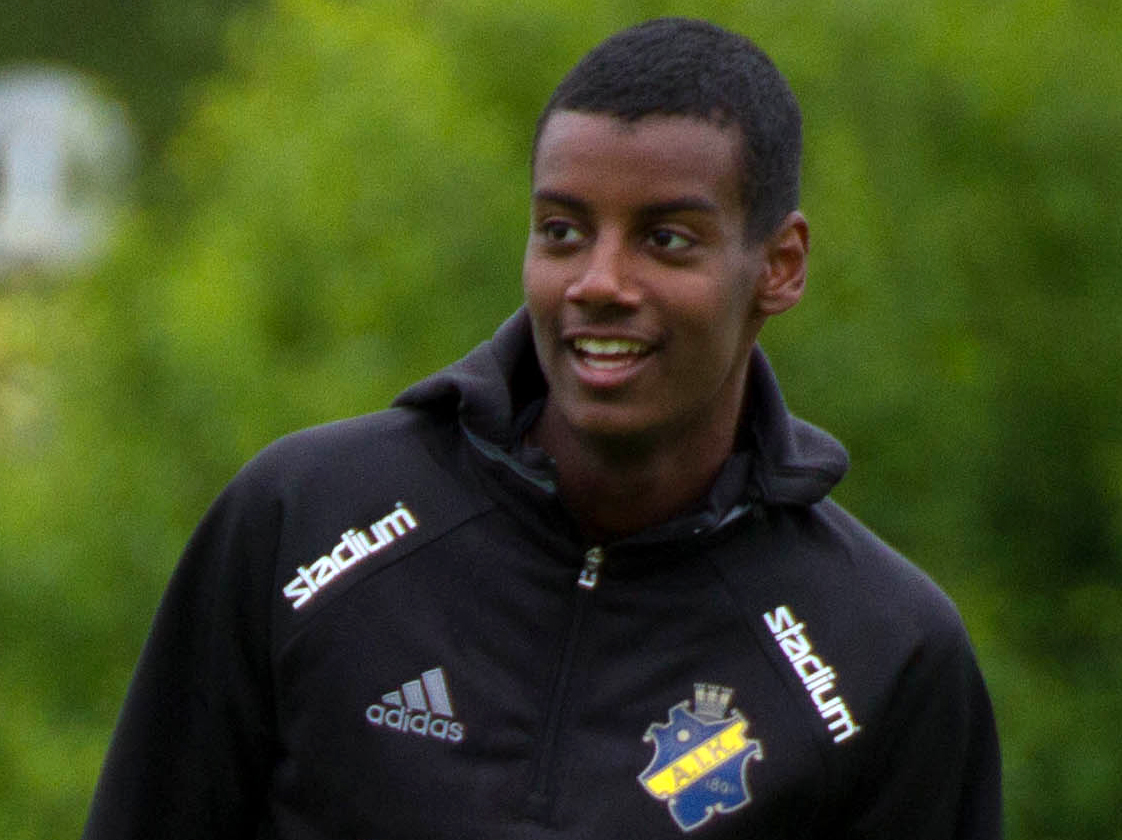
Alexander Isak, en av de spelare som fostrats i AIK Ungdom och kommit längst med spel i Bundesliga, La Liga och Premier League.

Plötsligt blev det liv i ungdomsverksamheten. Före A-lagsmatcherna på Råsunda fick man se matchens knatte och ibland förmatcher. Nya spelare och ledare strömmade till. Både kvantiteten och kvaliteten ökade dramatiskt från 1980-talets början till 1980-talets slut. Antalet lag nästan tredubblades, och 1980-talet avslutades med två segrar i Pojk-SM. Antalet ungdomsspelare som gått vidare till A-lagstruppen förvandlades från några enstaka under 1970-talet till två eller tre om året under senare delen av 1980-talet och 1990-talet.
| ”           | Om man tittar på när jag var i akademin, så försökte vi spela så likt A-laget som möjligt men på vårt egna sätt. Så när man väl kom upp och tränade var man redo och visste vad man skulle göra. Så man kunde visa upp sig. Den kopplingen mellan U och A skulle jag säga att vi är bra på. Att det finns en dialog mellan alla tränare hela tiden och när man får chansen så vet man vad man ska göra. | „ |
| – Erik Ring | |   |

AIK har också flyttat fram positionerna vad gäller samarbeten med andra klubbar. Från 1997 har AIK till exempel ett mycket nära ungdomssamarbete med ett antal föreningar i Storstockholm till exempel Edsbergs IF, IFK Viksjö, IFK Lidingö, Täby IS, IFK Österåker, Råsunda IS, Västerås IK samt den kvantitetsmässigt största klubben i Storstockholm, IF Brommapojkarna. Från 1980-talets mitt har AIK:s ungdomsfotboll haft den uttalade målsättningen att minst halva det allsvenska laget skall bestå av spelare som har spelat ungdomsfotboll i AIK. Än har den målsättningen inte infriats men på sidan ‘AIK:s ungdomsspelare i A-truppen’ finns en uppställning på alla ungdomsspelare som har tillhört AIK:s A-trupp sedan 1981.
Under 1998 startades Talang 2002, ett femårsprojekt vars syfte är att skapa maximala förutsättningar för att ungdomsspelare i AIK ska utvecklas till A-lagsspelare.
Allt detta har uppnåtts utan att de ekonomiska ramarna har spräckts. Under tio år, från mitten av 1980-talet till mitten av 1990-talet, höll ungdomsfotbollen sin budget varje år. 1997 fick AIK, när Magnus Hedman gick över till engelska Coventry, in många miljoner kronor, detta för en spelare som började sin bana i AIK som 15-åring i ungdomsverksamheten. 1999 gick Patrik Fredholm över till italienska Udinese och AIK kunde bara på den affären finansiera hela sin ungdomsverksamhet flera år framåt. I och med Alexander Isak flytt till Borussia Dortmund år 2017 och en transfersumma på 85 miljoner blev han den dittills dyraste spelarförsäljningen från Allsvenskan någonsin, även han fostrad i AIK.
AIK:s ungdomsfotboll lever på sin grundläggande verksamhetsidé – AIK-stilen, breddverksamhet, talangutveckling, samarbete och en ekonomi i balans.

### Värdegrund, AIK-stilen
Mot bakgrund av inträffade övergrepp vid klubbens fotbollsläger 2002 inleddes ett värdegrundsarbete där bland annat "AIK-stilen" formulerades. Vid årsmötet 2020 avslogs en motion från en representant för supportergruppen Firman Boys om att avskaffa AIK-stilen.
| ” | AIK-stilens fem ledstjärnor En AIK:are visar alltid respekt och ödmjukhet gentemot människor, oavsett ålder, nationalitet, kön, etnicitet, religion, kultur,sexuell läggning, könsidentitet eller fysisk och psykisk förmåga. En AIK:are tar aktivt avstånd mot våld, mobbning, rasism, droger och dopning samt nyttjandet av alkohol i samband medAIK-aktiviteter. En AIK:are gör sitt bästa utefter dennes förutsättningar på träningar och matcher. Hen stöttar och hejar på sina medspelare både i det egna laget och i andra AIK-lag samt strävar alltid efter att påverka sin omgivning med positiv energi En AIK:are uppträder på ett juste sätt gentemot medspelare och motståndarnas spelare, ledare, föräldrar och åskådare samt representerar klubben på ett positivt sätt. En AIK:are respekterar domare och andra funktionärer. | „ |

## Supporterskap

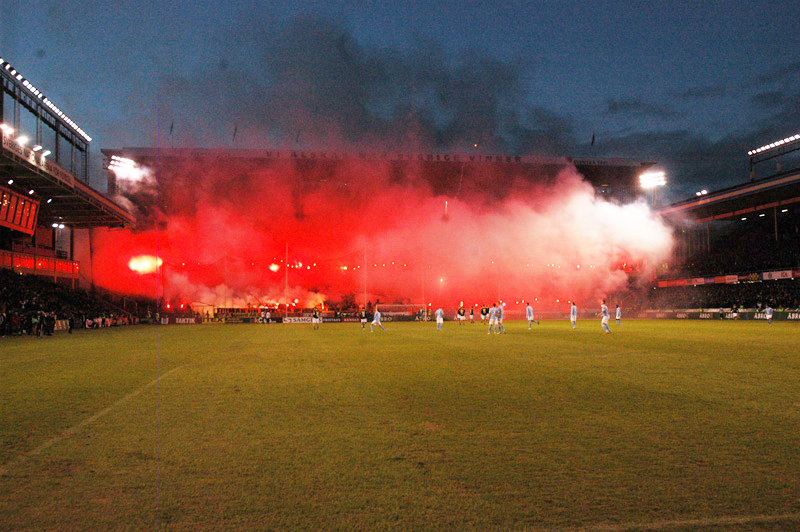
"Norra stå", där AIK-klacken står under match.

AIK:s supportrar finnas över hela landet men främst i Stockholmsområdet. AIK:s supportrar är välkända ute i Europa och har berömts av namn som Edinson Cavani och Richard Money. Ståplatsläktaren "Norra Stå" är Nordeuropas största Ståplatsläktare och kallas även för "den svarta väggen". Detta namn är hämtat ifrån Borussia Dortmunds läktare, Südtribune, som kallas för "den gula väggen". Klubben har flera oberoende supporterföreningar, den mest kända är Black Army. Bland supportrarna återfinns bland andra Uefa:s tidigare president Lennart Johansson och pianisten Robert Wells.
Under 2000-talet har flera nya supportergrupper vuxit fram, däribland Sol Invictus och Ultras Nord. Antalet medlemmar växer snabbt i dessa nya grupper, samtidigt som antalet medlemmar krymper i Black Army. Ett av skälen kan vara att Black Army av vissa associeras med våld och bråk – vilket oftast är en felaktig uppfattning. De som egentligen är de våldsamma inom AIK:s supporterskara är Firman Boys, vilket är AIK:s firma. Firman Boys har deltagit i stora organiserade bråk med rivaliserande lags supportrar.
Under säsongen Allsvenskan 2006 hade AIK 21 434 personer i snitt till varje hemmamatch, vilket ledde till att man vann publikligan. Även genom tiderna har AIK var Sveriges publiklag nummer ett, då man vunnit Allsvenskans publikliga 40 gånger, flest av alla lag i Allsvenskan

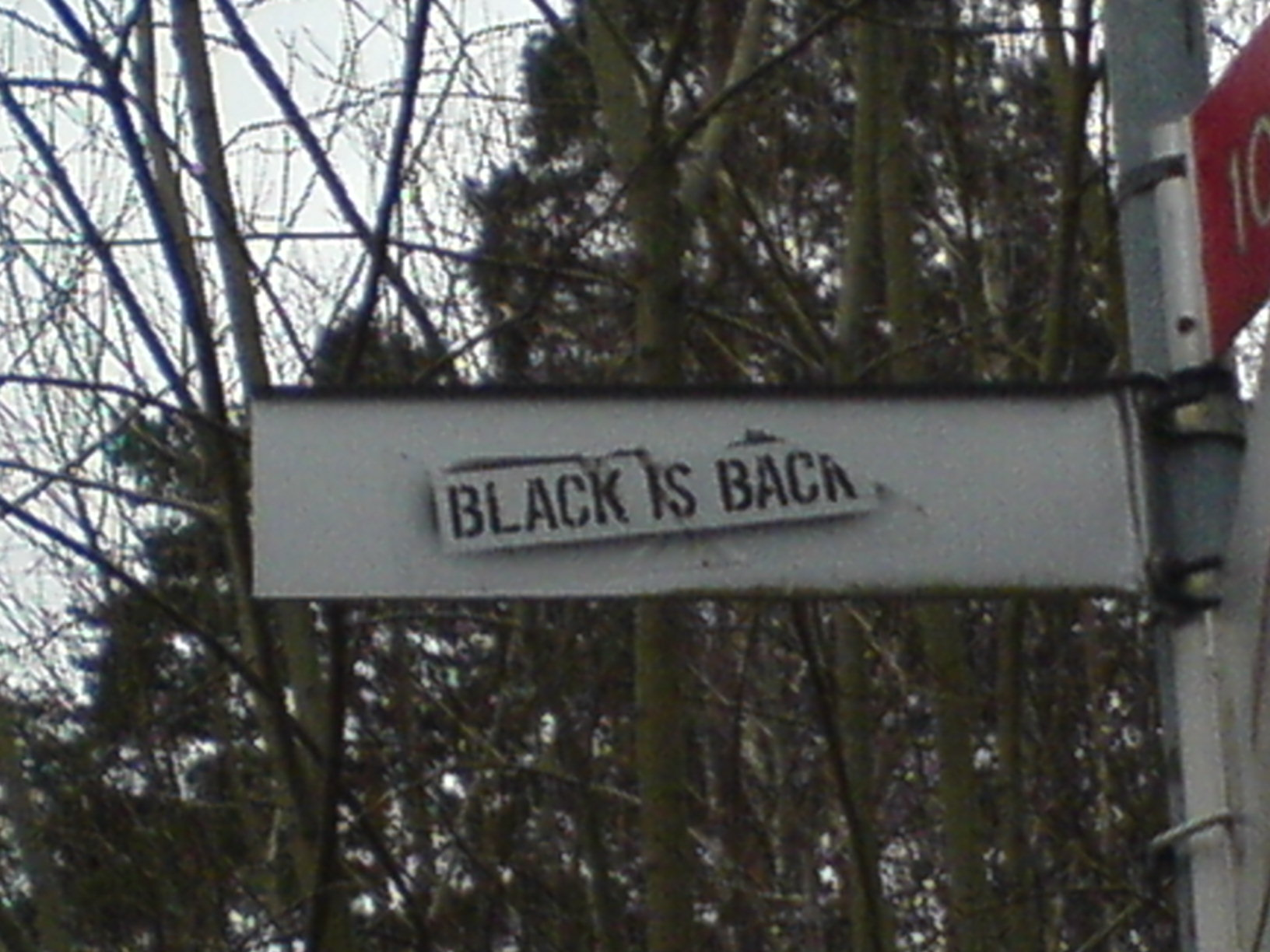
Black Is Back.

Supportrarna anordnade en kampanj innan Allsvenskan 2006 vid namn "30k", vilket gick ut på att locka supportrar till premiären mot Gefle IF. I kampanjen ingick uppsättning av affischer och banderoller som prydde staden – motivet var ofta "30k". Man satte också upp en del klistermärken och liknande med texten "Black Is Back", vilket numera är en klassisk och välanvänd term. Man uppnådde dock inte målet att locka 30 000 personer till Råsunda, men man är överens om att man gjorde en positiv ändring inför matchen. Inför 2007 hade man en ny kampanj, kallad "200dB", vilken gick ut på att skapa ett stort så kallat publiktryck under matchen. Bland annat tänkte man bemöta spelarna utanför Råsunda klockan 13:00 samt sjunga och dylikt redan fyrtiofem minuter innan matchstart (det vill säga under uppvärmningen).

### Tifo
Tifo har varit en väldigt viktig del i AIK:s supporterkultur, vilket märks då AIK-Tifo av många är ansedd som en av Sveriges bästa tifogrupper. Bäst stämning skapas det dock under ett Stockholmsderby, framförallt mot Djurgårdens IF, då båda lagen har ett bra tifo i ryggen.
2006 vann man också CANAL+ tifopris för tredje gången sedan 2000 för sitt tifo mot Djurgården den 27 april. Nomineringen syftade på att 11 500 personer hade stora dubbelfärgade ark och bildade först "1891" och sedan "AIK" samtidigt som de sjöng "Å Vi E AIK".

### Ramsor

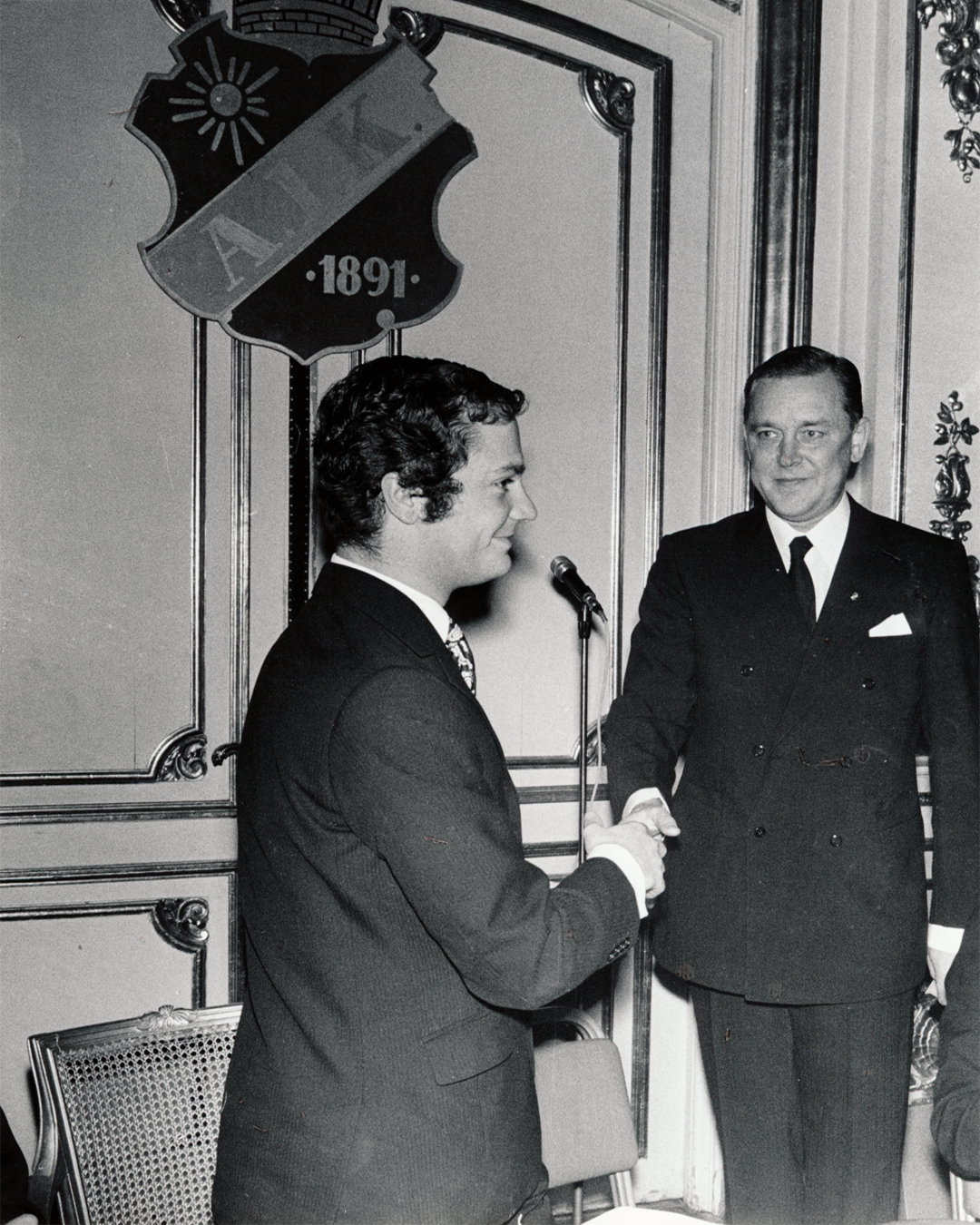
H.M Kung Carl Gustaf hälsas av Lennart Johansson i spegelsalen på Grand Hotel, Stockholm.

Hejaramsor, hatramsor och andra ramsor är en av de viktigaste inslagen i supporterkulturen idag i svensk fotboll. En del lags supportrar anser det vara viktigt att sjunga och stötta sitt lag. En del anser också att det är minst lika viktigt att visa att man hatar motståndarlaget (eller en viss spelare).

#### "Å vi e AIK"
"Å vi e AIK" är den hyllningslåt till AIK som sedan 2006 spelas innan varje match (fotboll, ishockey, innebandy etc.) på hemmaplan när spelarna gör entré på planen. När den spelas ställer sig publiken upp och sjunger med. "Å vi e AIK" sjungs också spontant ibland av klacken under vissa matcher, ofta på bortamatcher när laget vunnit. Musiken är av den kenyansk–brittiske artisten Roger Whittaker och går i originalversion under namnet The Last Farewell (1971). Låten finns med på cd-albumet Å vi e AIK.

### Kända supportrar
Kung Gustaf VI Adolf åtog sig redan som kronprins 1907 att vara "AIK:s beskyddare och förste hedersledamot" och förblev detta fram till sin död 1973. Carl XVI Gustaf är sedan 1974 förste hedersledamot och AIK:s beskyddare. Även kronprinsessan Victoria och prins Daniel är kända supportrar från kungafamiljen.

## Rivalitet
AIK:s ärkerival är stadskonkurrenten Djurgårdens IF. Matcherna mellan klubbarna benämns ofta som Tvillingderbyt eftersom båda klubbarna grundades 1891. Derbyt rankas som Sverige största och har i vissa mätningar varit med på topp 35-listor i världen när det kommer till derbymatcher. AIK:s andra ärkerival är Hammarby IF som även de kommer från Stockholm. Rivaliteten mellan AIK och Hammarby lockar storpublik till matcherna eftersom det är de två lagen som har dominerat den allsvenskan publikligan senaste 15 åren.  När båda lagen mötes i guldstriden 2018 den 23 september kom 49 034 åskådare för att se matchen som AIK vann med 1–0. Publikantalet var det största ett Stockholmsderby någonsin haft.

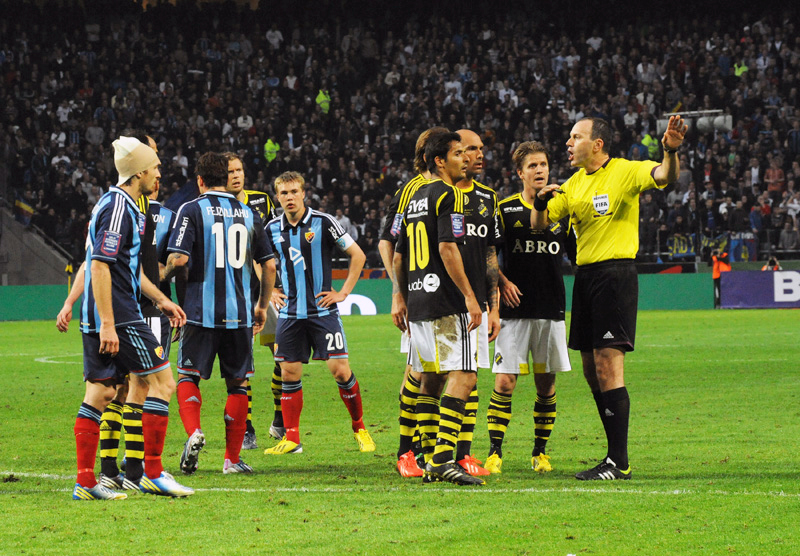
AIK mot Djurgårdens IF på Friends Arena, 2013.

AIK:s största rival utanför Stockholm är IFK Göteborg. Matcherna mellan dessa klubbar har kommit och kallas för "svenska El Clásico". AIK och IFK Göteborg har en djupt liggande historia när det kommer till rivaliteten mot varandra. Sett till meriter är det de två största klubbarna från Sveriges två största städer. AIK och IFK Göteborg är två av de mest klassiska fotbollslagen i landet och tack vare att klubbarna mer eller mindre regelbundet har spelat i högsta divisionen genom historien har inga andra lag mött varandra lika många gånger som AIK och IFK Göteborg (220).

## Damlaget

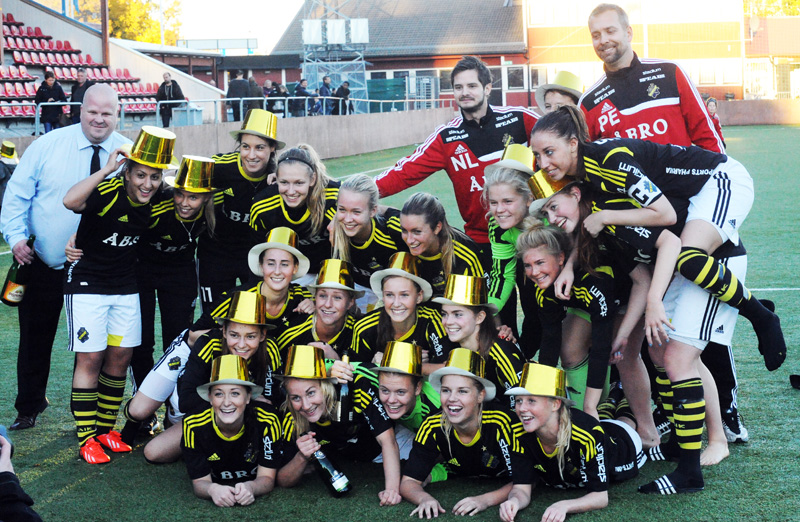
AIK Fotboll Damer firar efter att kvalificerat sig till Damallsvenskan i oktober 2013.

AIK Fotboll har också ett damlag vilket bildades den 10 maj 1970. Laget spelar 2024 i Sveriges högsta serie, Damallsvenskan, efter att ha vunnit den näst högsta serien Elitettan år 2023 och då bland annat gjort hela 97 mål på 26 matcher. Lagets främsta meriter består bland annat av en andraplats i Svenska cupen 2007, då laget mötte och förlorade mot svensk fotbolls dåvarande gigant Umeå IK i finalen och en fjärdeplats i Damallsvenskan 2008.
Noterbara profiler i damlaget genom åren är Lillie Persson och Pia Sundhage som var tränare respektive assisterande tränare i början av 2000-talet. På spelarsidan har de svenska landslagsspelarna Linda Sembrant, Filippa Angeldal, Nathalie Björn, Julia Zigiotti Olme och Amanda Nildén alla spelat i AIK. Även storspelare som Lisa De Vanna och Jessica Julin har under sina karriärer representerat AIK. Det är även värt att notera att i den nuvarande truppen återfinns flera starka profiler till exempel lagkaptenen Jennie Nordin med hitills totalt sju säsonger i AIK. 
Laget ligger på en 20:e plats i den Damallsvenska maratontabellen och gör 2024 sin 14:e säsong i landets högsta serie. Hemmamatcherna spelas sedan 80-talet på Skytteholms IP i Solna.

## Meriter
- Svenska mästare:
  - Vinnare (12): 1900, 1901, 1911, 1914, 1916, 1923, 1931-32, 1936-37, 1992, 1998, 2009, 2018
- Allsvenskan: (1924/1925–)
  - Vinnare (6): 1931–32, 1936–37, 1983 (gav ej svenskt mästerskapsguld), 1998, 2009, 2018
  - Tvåa (12): 1930–31, 1934–35, 1935–36, 1938–39, 1946–47, 1972, 1974, 1984, 1999, 2006, 2011, 2016, 2017, 2021
- Mästerskapsserien: (1991–1992)
  - Vinnare (1): 1992
- Allsvenskan slutspel: (1982–1990)
  - Tvåa (1): 1986
  - Semifinal (1): 1983
  - Kvartsfinal (1): 1984
- Svenska serien: (1910–1924)
  - Tvåa (5): 1910, 1914/15, 1915/16, 1922/23, 1923/24
- Svenska mästerskapet: (1896–1924)
  - Vinnare (6): 1900, 1901, 1911, 1914, 1916, 1923
  - Tvåa (2): 1898, 1917
- Svenska cupen: (1941–)
  - Vinnare (8): 1949, 1950, 1975/76, 1984/85, 1995/96, 1996/97, 1998/99, 2009
  - Tvåa (8): 1943, 1947, 1968/69, 1991, 1994/95, 1999/00, 2000/01, 2002
- Supercupen:
  - Vinnare (1): 2010
- Inomhusmästare:
  - Vinnare (2): 1986, 1987
- Rosenska pokalen: (1899–1903)
  - Finalist (2): 1899, 1900
- Corinthian Bowl: (1906–1913)
  - Tvåa (2): 1912, 1913
- Wicanderska välgörenhetsskölden:
  - Vinnare (4): 1908, 1909, 1914, 1916
  - Tvåa (3): 1905, 1906, 1915
- Näst högsta serien:
  - Vinnare (4): 1951–1952, 1962, 1980, 2005
- Superettan: (2000–)
  - Vinnare (1): 2005
- Intertotocupen (Tipscupen):
  - Gruppvinnare (4): 1984, 1985, 1987, 1994
  - Grupptvåa (1): 1964
  - Kvartsfinal (1): 2001
  - Gruppspel (7): 1966, 1967, 1970, 1973, 1974, 1975, 1976
- UEFA Champions League:
  - Omgång 1 (1): 1993/94
  - Kvalomgång 3 (1): 2010/2011
  - Gruppspel (1): 1999/00
- Mässcupen:
  - Omgång 2 (2): 1965–1966, 1968–1969
- UEFA-cupen:
  - Omgång 1 (7): 1973–1974, 1975–1976, 1984–1985, 1987–1988, 2000–2001, 2002–2003, 2003–2004, 2007–2008
  - Omgång 2 (1): 1994–1995
- UEFA Europa League:
  - Gruppspel (1): 2012–2013
- Cupvinnarcupen:
  - Omgång 1 (3): 1976–1977, 1992–1993, 1997–1998
  - Omgång 2 (1): 1985–1986
  - Kvartsfinal (1): 1996–1997
- Royal League:
  - Gruppspel (1): 2006–2007

## Övrigt
- Största vinst hemma: 9–0 mot IFK Malmö (1930)[91]
- Största förluster (alla borta): 2–8 mot Åtvidabergs FF (1971), 1–7 mot Örgryte IS (1960), 0–6 mot GAIS (1926), IFK Norrköping (1961, 1966), Östers IF (1974)[91]